# Aleksandr Melentjev
Aleksandr Remmovitsj Melentjev (Russisch: Александр Реммович Мелентьев) (Penza, 27 juni 1954 – Bisjkek, 16 februari 2015) was een olympisch schutter uit de Sovjet-Unie/Kirgizië.
Aleksandr Melentjev nam als schutter tweemaal succesvol deel aan de Olympische Spelen; in 1980 en 1988 op het onderdeel 50 meter pistool. In 1980 won hij goud.
Verder houdt Melentjev het huidig wereldrecord op 50 meter pistool en een gedeeld wereldrecord op het onderdeel 25 meter pistool. 
1896: Sumner Paine ·
1900: Karl Röderer ·
1908: Paul Van Asbroeck ·
1912: Alfred Lane ·
1920: Karl Frederick ·
1936: Torsten Ullman ·
1948: Edwin Vásquez ·
1952: Huelet Benner ·
1956: Pentti Linnosvuo ·
1960: Aleksej Goesjtsjin ·
1964: Väinö Markkanen ·
1968: Grigori Kosysj ·
1972: Ragnar Skanåker ·
1976: Uwe Potteck ·
1980: Aleksandr Melentjev ·
1984: Xu Haifeng ·
1988: Sorin Babii ·
1992: Kanstantsin Loekasjyk ·
1996: Boris Kokorev ·
2000: Tanjoe Kirjakov ·
2004: Michail Nestroejev ·
2008: Jin Jong-oh ·
2012: Jin Jong-oh ·
2016: Jin Jong-oh